# Малакофф — Плато-де-Ванв (станция метро)
«Малакофф — Плато де Ванв» (фр. Malakoff - Plateau de Vanves) — станция линии 13 Парижского метрополитена, расположенная в коммуне Малакофф — одном из южных ближайших пригородов Парижа, от которого и получила первую половину своего названия.

## История
- Станция открылась 9 ноября 1976 года в составе одного из двух пусковых участков, открывшихся в этот день и коренным образом изменивших историю линии 13 (участок Порт-де-Ванв — Шатийон — Монруж).
- Пассажиропоток по станции по входу в 2011 году, по данным RATP, составил 3 912 036 человек[1]. В 2013 году этот показатель снизился до 3 852 053 пассажиров (133 место по уровню входного пассажиропотока в Парижском метро)[2].

## Галерея
- Состав модели MF 77 на станции
- Продольный вид платформы